# Qamar-ol-Moluk Vaziri
Qamar-ol-Molouk Vaziri, en persan : قمرالملوک وزیرى, appelée communément Qamar (mot arabe pour la lune) est une chanteuse iranienne célèbre, née en 1905 et morte en 1959. Elle était considérée comme la «reine» de la musique classique persane. Elle est aussi la première chanteuse à oser abandonner le hijab pour se produire tête nue face à un public d'hommes.
C'était une mezzo-soprano, vénérée pour sa maîtrise du répertoire de la musique vocale persane (radif) et ses interprétations sensibles.

## Son parcours
Elle est née en 1905 à Takestan, en Iran. Sa mère est morte de fièvre typhoïde alors qu'elle n'avait qu'un an et demi. Elle a ensuite perdu son père, et sa grand-mère est devenue son tuteur légal. Cette grand-mère, Molla 'Khayr-ol-Nesa était une chanteuse reconnue, mise à contribution, notamment, dans des cérémonies de la cour du Nasseredin Shah, et dans des cérémonies religieuses évoquant  le martyre des chiites  à la bataille de Kerbala.
Elle accompagne sa grand-mère dans ses différents récitals ,.
Elle chante et se produit à son tour. Très appréciée dans les années 1920, elle n'hésite pas à se produire tête nue devant les publics masculins, à une époque où les mollah ne toléraient pas les femmes sans voile dans la rue ou dans une assistance. Elle est menacée, insultée, mais elle tient bon.
Vazirizāda est un nom d'artiste qu'elle choisit en l'honneur d'un musicien, et théoricien de la musique, 'Ali-Naqi Vaziri' .
Elle arrête de chanter en 1956 après 30 ans d’interprétations de chansons et après avoir collaboré avec bien des auteurs-compositeurs et poètes de l'époque. Elle est morte en 1959 à Shemiran, Téhéran, et est enterrée au cimetière Zahir o-dowleh.